# 海山街道
海山街道是中国广东省深圳市盐田区辖下的一个街道。

## 行政区划
海山街道管辖：
鹏湾社区、梧桐社区、倚山社区、海月社区、海涛社区和海景社区。

## 外部連結
- 海山街辦網址 （页面存档备份，存于）

1. ↑  . 中华人民共和国国家统计局. 2023 （中文（中国大陆））.[]